# Lotus elisabethae
Lotus elisabethae är en ärtväxtart som beskrevs av Olena Dmytrivna Wissjulina. Lotus elisabethae ingår i släktet käringtänder, och familjen ärtväxter. Inga underarter finns listade i Catalogue of Life.